# Casas 199 e 205 da avenida Pedro II
As Casas da Avenida Pedro II, nº 199 e 205 são dois sobrados históricos localizados no centro de São Luís, capital do estado do Maranhão, Brasil. Construídas no século XVIII, essas edificações são exemplares representativos da arquitetura colonial portuguesa na região e fazem parte do conjunto arquitetônico do Centro Histórico de São Luís, reconhecido como Patrimônio Mundial pela UNESCO.

## História
As casas situadas na Avenida Pedro II, números 199 e 205, foram erguidas no século XVIII, período de grande desenvolvimento urbano e econômico em São Luís. A Avenida Pedro II, anteriormente conhecida como Avenida Maranhense, é uma das principais vias do centro histórico da cidade, abrigando importantes edificações como o Palácio dos Leões, sede do governo estadual, e a Catedral da Sé.
Em reconhecimento à sua importância histórica e arquitetônica, as casas foram tombadas pelo IPHAN em 17 de agosto de 1961, sob o número de inscrição 459 no Livro do Tombo de Belas Artes. O processo de tombamento foi iniciado em 1959, conforme o processo nº 599-T-1959.

## Arquitetura
As casas apresentam características típicas da arquitetura colonial portuguesa adaptada ao contexto tropical brasileiro. Destacam-se os vestíbulos pavimentados com seixos rolados e lioz, os arcos interiores, as sacadas, varandas e o mirante, elementos comuns nos sobrados maranhenses do período colonial.

## Importância cultural
Além de seu valor arquitetônico, as casas contribuem para a compreensão da ocupação urbana e do modo de vida na São Luís colonial. Sua preservação é fundamental para manter a integridade do conjunto histórico da cidade, que foi reconhecido pela UNESCO como Patrimônio Mundial em 1997, devido à sua excepcional preservação do traçado urbano e da arquitetura colonial portuguesa.